# Gewölbeschub

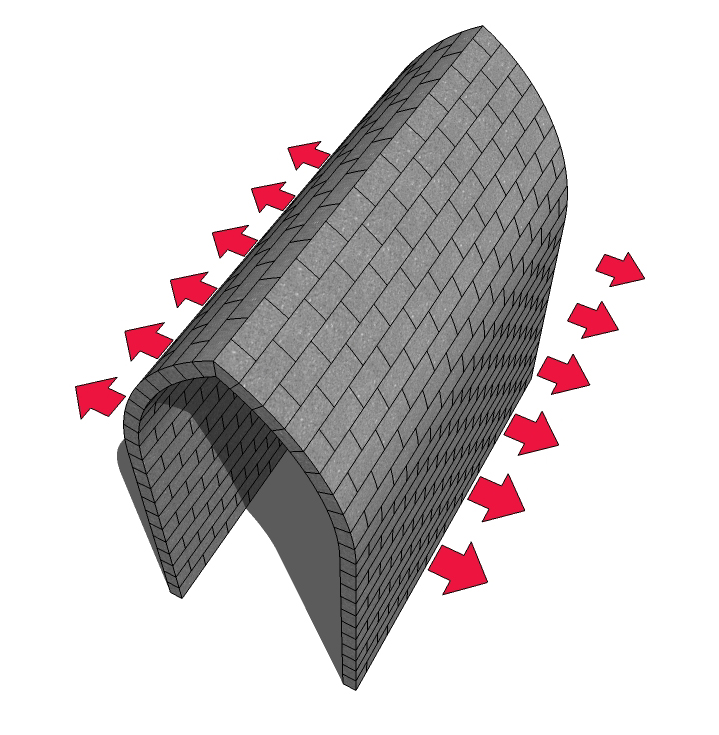
Horizontalkräfte in einem Spitztonnengewölbe

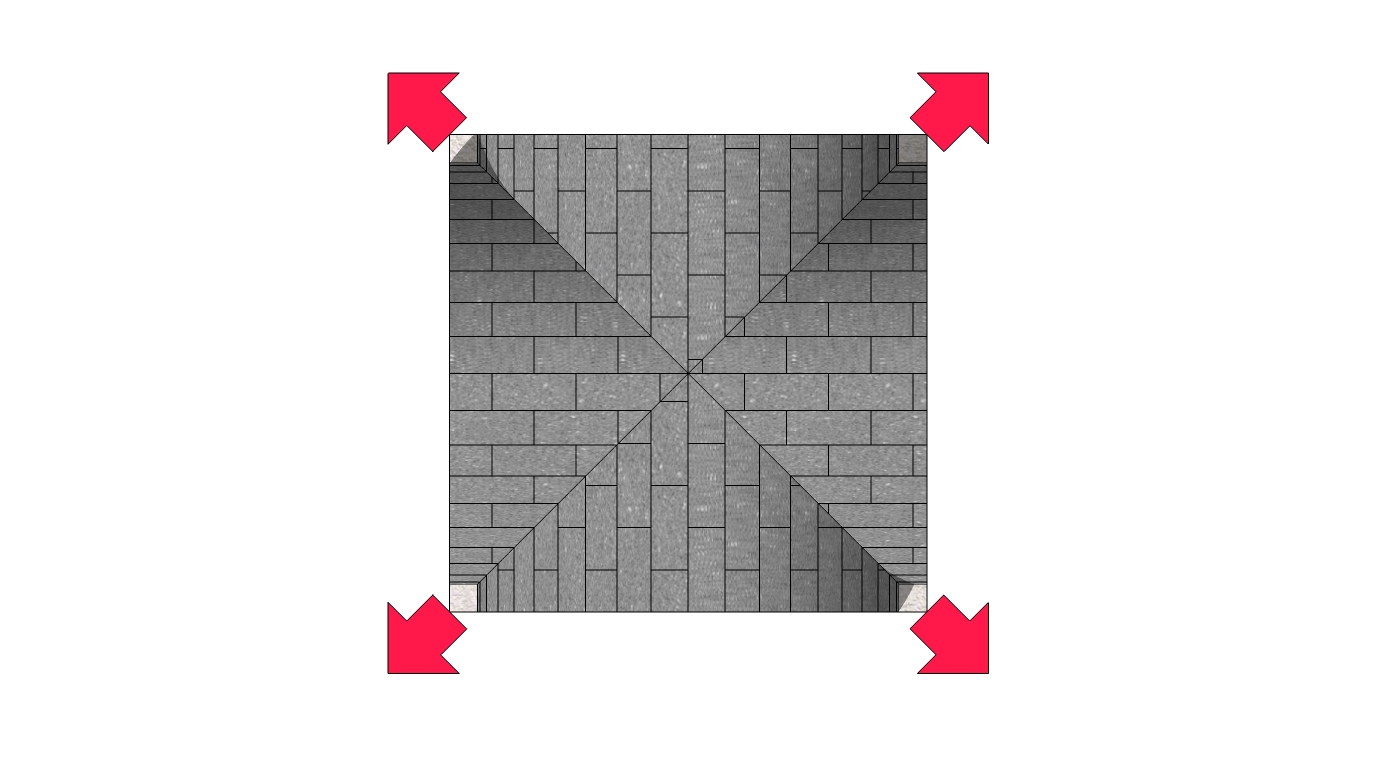
Horizontalkräfte in einem Kreuzgewölbe (Aufsicht)

Der Begriff Gewölbeschub (auch Gewölbedruck) bezeichnet die stets nach außen gerichteten Horizontalkräfte eines Gewölbes, die zur Rissbildung, Schrägstellung und letztlich sogar zum Einsturz der Außenwände (= Widerlager) und damit zum Einsturz des Gewölbes selbst bzw. großer Teile des Bauwerks führen können.
Die entstehenden Horizontalkräfte und damit ihre Auswirkungen sind abhängig von der Spannweite und dem Gewicht eines Gewölbes und der lichten Höhe der Widerlager.

## Gegenmittel
Dem Gewölbeschub kann durch entsprechende Gegenmittel (Holzverstrebungen, Anbau anderer Bauteile, Strebepfeiler, Strebebögen, Auflasten, Zuganker, Ringanker etc.) provisorisch oder dauerhaft begegnet werden, wobei die bereits während der Bauzeit oder aber nachträglich eingefügten Strebepfeiler über Jahrhunderte die gängige Methode waren. Hölzerne Zuganker waren schon im Mittelalter bekannt (z. B. Tournus, St. Philibert), wurden aber nur selten eingesetzt; eiserne Zug- und Ringanker wurden vereinzelt schon in der Gotik und regelmäßig ab der Spätrenaissance (z. B. Florenz, Domkuppel) bzw. der Barockzeit (z. B. Dresden, Frauenkirche) verwendet.
Im Brückenbau führte die Aneinanderreihung von gleich hohen und meist auch gleich dimensionierten Bauteilen zu statisch unproblematischen Ergebnissen. Diese Methode fand z. T. auch Anwendung bei Aquädukten, Kellergewölben, Quertonnengewölben, Krypten, Hallenkirchen oder bei Moscheebauten etc. Allerdings führen dort – meist durch äußere Kräfte (Erdbeben, Hochwasser etc.) herbeigeführte – Beschädigungen eines Bauteils oft zu Kettenreaktionen.

## Bilder

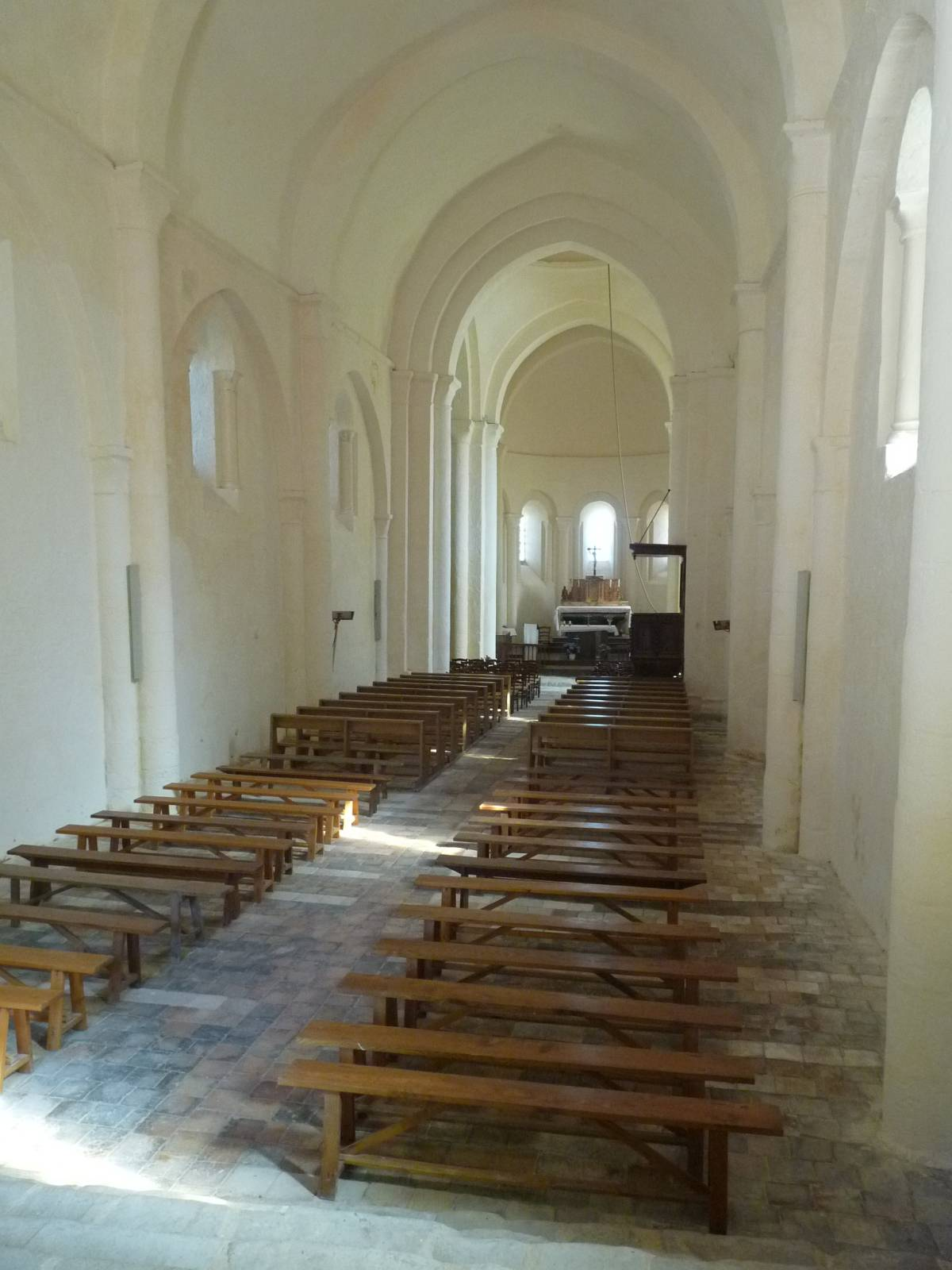
Berneuil, Notre-Dame – Schrägstellung der Außenwände durch den Gewölbeschub
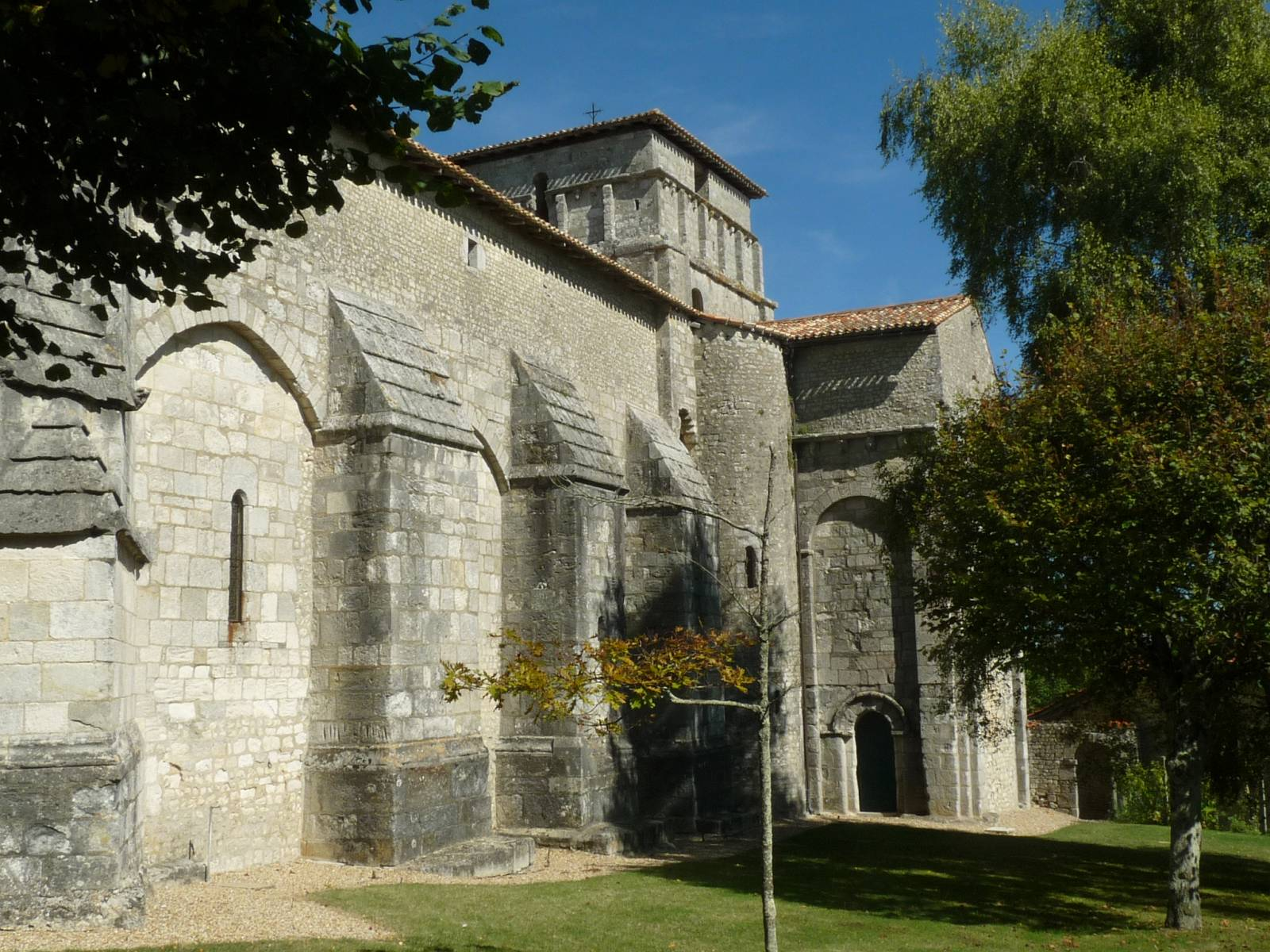
Berneuil, Notre-Dame – nachträglich angefügte Strebepfeiler an den Außenwänden
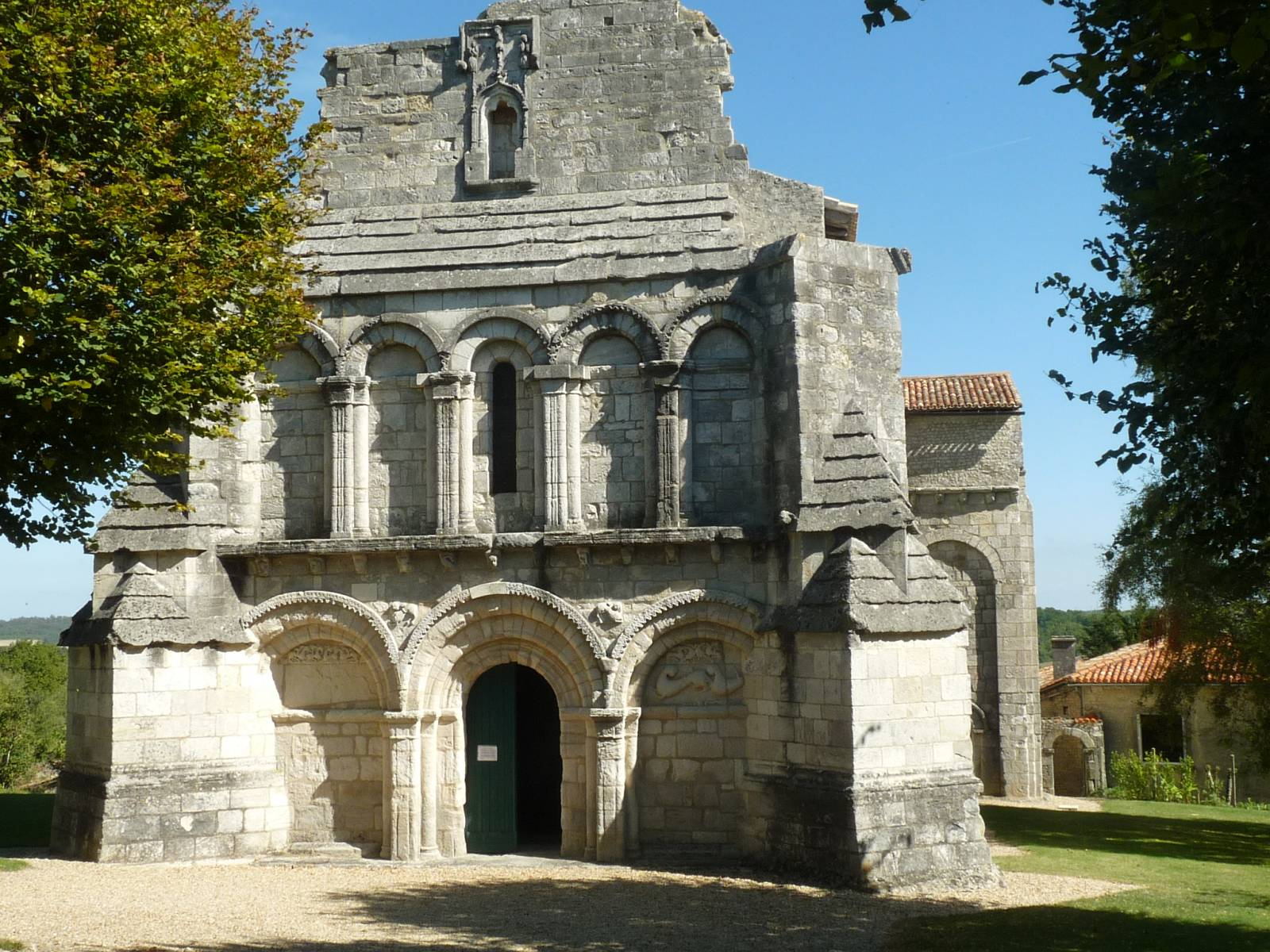
Berneuil, Notre-Dame – nachträglich angefügte Strebepfeiler in den Ecken der Fassade
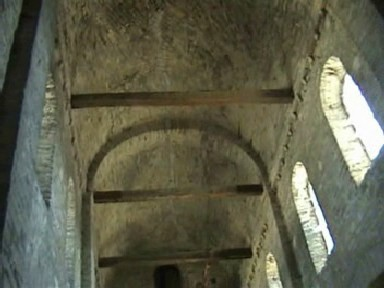
Tournus, St. Philibert – hölzerne Zuganker in der oberen Vorkirche